# ムスリム女子競技大会
ムスリム女子競技大会（ムスリムじょしきょうぎたいかい、英Women's Islamic Games）またはイスラム諸国女子スポーツ大会（英：Islamic Countries' Women Sports Games） は、イスラーム諸国の女子スポーツ選手が参加する国際総合競技大会。
イスラームが保守的に解釈された場合、女性は親族以外の男性に手と顔以外に自分の体を見せることが禁じられるため、選手、審判、役員、観客等、競技に関わる者がすべて女性に限られている。第1回大会は、1993年にイランのテヘランにおいて、イラン大統領ハーシェミー・ラフサンジャーニーの娘ファーエゼ・ハシェミが中心になり開かれた。以降4年おきにイラン国内で開催されている。

## 開催地
| 回数 | 開催年 | 開催国 |
| ---- | ------ | ------ |
| 1回  | 1993年 | イラン |
| 2回  | 1997年 | イラン |
| 3回  | 2001年 | イラン |
| 4回  | 2005年 | イラン |
| 5回  | 2010年 | イラン |